# ریکا (مهران)
ریکا یکی از روستاهای استان ایلام است که در دهستان هجداندشت بخش صالح‌آباد شهرستان مهران واقع شده‌است.